# ジェイク・ヘイガー
ジェイク・ヘイガー（Jake Hager、1982年3月24日 - ）は、アメリカ合衆国のプロレスラー、総合格闘家。
本名、ドナルド・ジェイコブ・ヘイガー・ジュニア（Donald Jacob Hager Jr. ）、オクラホマ州ペリー出身。

## 来歴
オクラホマ大学でレスリング部ヘビーウェイト部門とアメリカンフットボールのディフェンシブラインとして活躍していたヘイガーは大学の先輩でもあるWWEのジム・ロスと出会い、彼の薦めで卒業後のレスラーとしての契約を結ぶ。2006年には全米レスリングで1シーズンに30ものピンフォールを奪うなど活躍した。
2006年9月、WWEのトライアウトを受けDSW入団を経てOVWに移籍、OVWがWWEとの関係を解消すると新設されたFCWに移る。
2008年3月にFCWフロリダヘビー級王座を獲得。同年8月にはRAWのダーク・マッチに登場。9月にレスリングのキャリアに合わせて全米代表のアメリカ人（The All–American American）ジャック・スワガーとしてECWにてデビュー。レスリングの経験に裏打ちされたレスリングセンスと、不敵な笑みの生意気なキャラクターでヒールとしての存在感を発揮し、トミー・ドリーマーと抗争。レスリング・マッチ、エクストリーム戦などで戦うも無敗を守りドリーマーを下し続けた。
2009年1月、マット・ハーディーに勝利しECW王座を獲得した。2月にフィンレーに初黒星を喫し、その翌週にもWWEに復帰したクリスチャンに敗れる。以降クリスチャンと抗争を繰り広げ4月26日のBacklash 2009でクリスチャンに敗れ王座を失う。5月のJudgment Day 2009で王座奪還を狙うも再びクリスチャンに敗れた。その後もECW王座をクリスチャンとトミー・ドリーマーとのトリプルスレットなどで争うが、息巻くスワガーは眼中にないクリスチャンとドリーマー、という構図であった。6月、トレードでRAWへ移籍した。移籍後はMVPと短い抗争を経て、US王座戦線で王座を巡りコフィ・キングストンやザ・ミズなどと争う。しかし王座獲得とはならず以降はジョバー的な役割での登場が多くなる。

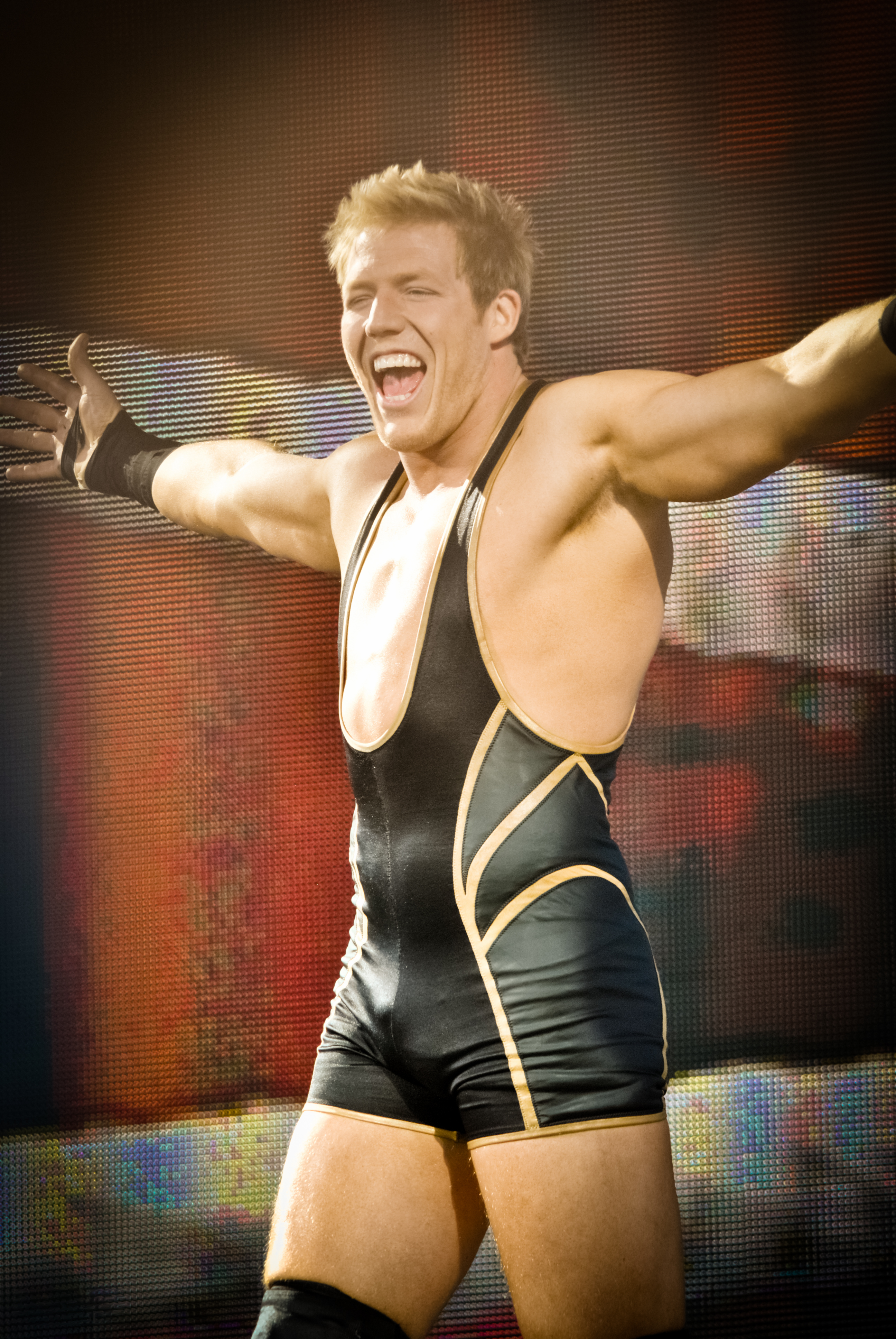
2010年

2010年、スワガーのキャリアにおいて転機を迎える年となった。WrestleMania 26のマネー・イン・ザ・バンク・ラダー・マッチでマネー・イン・ザ・バンクを獲得。翌週のSmackDown!で、世界ヘビー級王者のクリス・ジェリコ相手に鞄の権利を行使し、初めて団体最高位の王座を獲得。6月20日に行われたFatal 4 Way 2010での4ウェイ戦にて、レイ・ミステリオに敗れて王座から陥落。その後はミステリオと抗争し、主力ポジションとして活躍。7月16日のSmackDown!では、往年のレスラージミー・ゴールデンを父親役の「ジャック・スワガー・シニア」として帯同した。10月1日、地元オクラホマ州オクラホマシティで収録されたSmackDown!において鷲のマスコット、スワガーイーグル（Swagger's Soaring Eagle）を引き連れ入場し、キング・オブ・オクラホマを名乗る。
2011年、中堅のポジションに甘んじる事が多かったが、WrestleMania 27で行われる予定のストーン・コールド・スティーブ・オースチンが特別レフェリーを務める、リングアナウンサーマイケル・コールとジェリー・ローラーの試合に、コール側のセコンドに付く形での出場が発表された。4月に行われた追加ドラフトでRAWに移籍し、ヴィッキー・ゲレロにトレーナーに着くよう頼み、同じく顧客ギミック（恋人ギミックから移行）のドルフ・ジグラーと共に活動する。また、年末にはケインに襲われ重傷を負ったザック・ライダーからUS王座を取得。
2012年、RAWの一日GMとなったテディ・ロングによって組まれたサンティーノ・マレラ戦にて、王座を奪われる。WrestleMania 28では12人タッグ戦にジョン・ロウリネイティス率いるチーム・ジョニーのメンバーとして参加し、勝利に貢献。その後もジグラーと組んで、US王座戦やタッグ王座戦で戦うも、王座は取れず。しかしながら、強豪シェイマスやトゥルースを相手に、何度も激戦を繰り広げた。その後、ヴィッキーの提案により行われたシングルマッチによって、ジグラーに敗れ、仲間から追い出され出番も激減した。その間も敗戦が続き、それを苦に自ら希望し休場。
2013年よりハウスショーで復帰し、2月1日のSmackDown!に登場。GMのブッカー・Tに同月PPVのElimination Chamber 2013への出場を直訴。エリミネーション・チェンバーマッチ出場を賭けた査定試合でコフィ・キングストンと対戦して勝利した。同月11日のSmackDown!ではマネージャーのゼブ・コルターを引き連れてヒールに転向。そしてElimination Chamber 2013でエリミネーション・チェンバーマッチにて勝利し、世界ヘビー級王座挑戦の資格を獲得。2月22日のSmackDown!ではランディ・オートンからピンフォール勝利を奪うなど、WrestleMania 29に向けてプッシュを受ける中、2月20日、ミシシッピ州にてスピード違反で逮捕され、さらにマリファナを所持していたことが発覚した。4月7日、WrestleMania 29において世界ヘビー級王座を保持するアルベルト・デル・リオに挑戦するが前述の事件を起こしたペナルティーとして敗戦、その後世界王座戦線から脱落。
2014年4月7日、セザーロに裏切られてシングルとなった。その後執拗にアメリカを卑下しロシアがいかに偉大かを言って回るラナとルセフの発言が「真のアメリカ人」を自称するスワガーとコルターの逆鱗に触れ抗争に発展、ベビーターンした。
2017年3月13日、本人の申し出によりWWEから契約解除となった。同年11月、ベラトールMMAと契約、総合格闘技への挑戦を表明した。また、総合格闘技と並行してプロレスも継続。2018年6月にジェイク・ストロングの名でルチャ・アンダー・グラウンドに参戦。10月にペンタゴン・ダークを破ってルチャアンダーグラウンド王座を戴冠した。
2019年10月、本名でAEWに参戦。クリス・ジェリコの呼び掛けに応じて、サミー・ゲバラ、オルティス&サンタナと共にユニット“インナーサークル”を結成した。

## 得意技

### フィニッシュ・ホールド
ガットレンチ・パワーボム
横から胴をクラッチして正面に持ち上げるパワーボム。シットダウン式が一般的であるが、スワガーのガットレンチは倒れこみ式である。元は大学の先輩でもあるスティーブ・ウィリアムスの必殺技であり、彼の技を受け継いだ形となる。
下記のパトリオット・ロックを使い始めてからは、使用頻度が急激に減り、必殺技としての強さも失っている様子（すでに傷ついていたライダーとのUS王座戦では三度も使ってようやくフォールに持ち込んだ）。

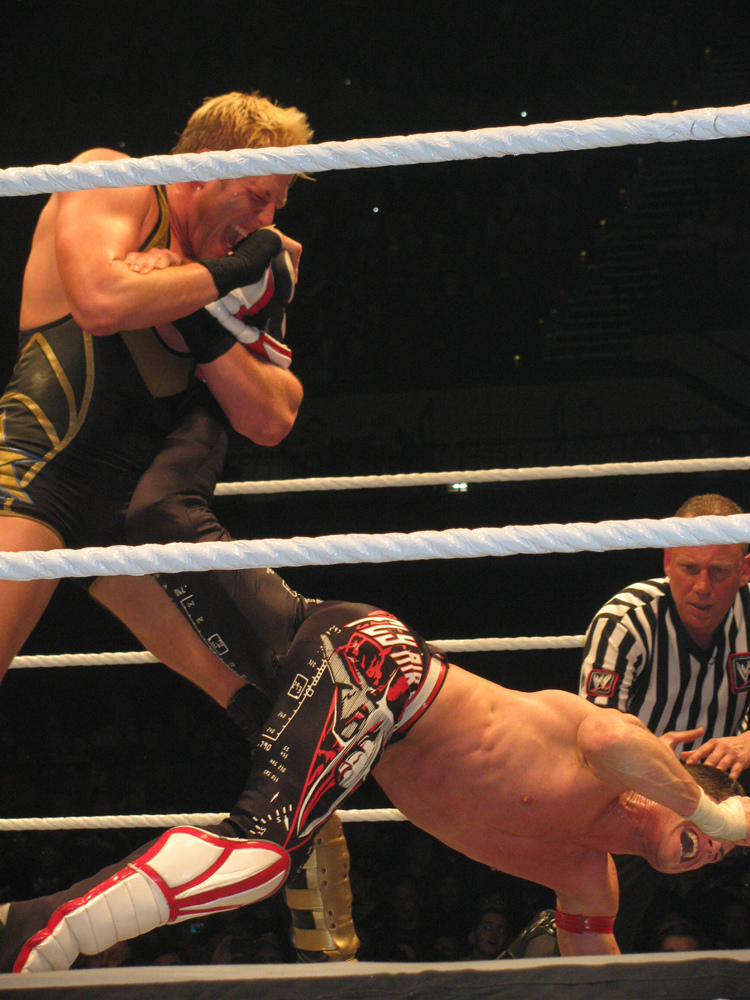
パトリオット・ロック
初回はパトリオット・アクトと表記された。 相手の足首を捻りあげるアンクルロック。2010年の世界王座戴冠後に使用し始め、2013年の復帰時に単なるアンクル・ロックから現在の名前に改められた。スワガーの場合はスタンディング式とグラウンド式の両方を使用する。
肩固め
スタンディング式、グランド式の両方を使用する。

### 組み技
サイド・スラム
向かい合った相手の右脇に頭を潜り込ませて相手の左肩の上に右腕を引っ掛けて左手で相手の背中の方へと回して胴を抱え込み、抱えた相手の体をリフトアップして前のめりに倒れ込み落下させた相手の背中を叩きつける。

### 飛び技
ヘイガーボム
リバース・スプラッシュ。
スワガーの場合、勢いよく助走をつけてから仕掛ける。

### 打撃技
エルボー
クローズライン
ニーリフト
ランニング・ニーリフト
ビッグブーツ
パウンド

### 投げ技
スーパープレックス
スーパープレックス
ジャーマンスープレックス
ベリー・トゥー・バック・スープレックス
ベリー・トゥー・ベリー

### 締め技
ベアハッグ

## 獲得タイトル
WWE
- 世界ヘビー級王座 : 1回
- ECW王座 : 1回

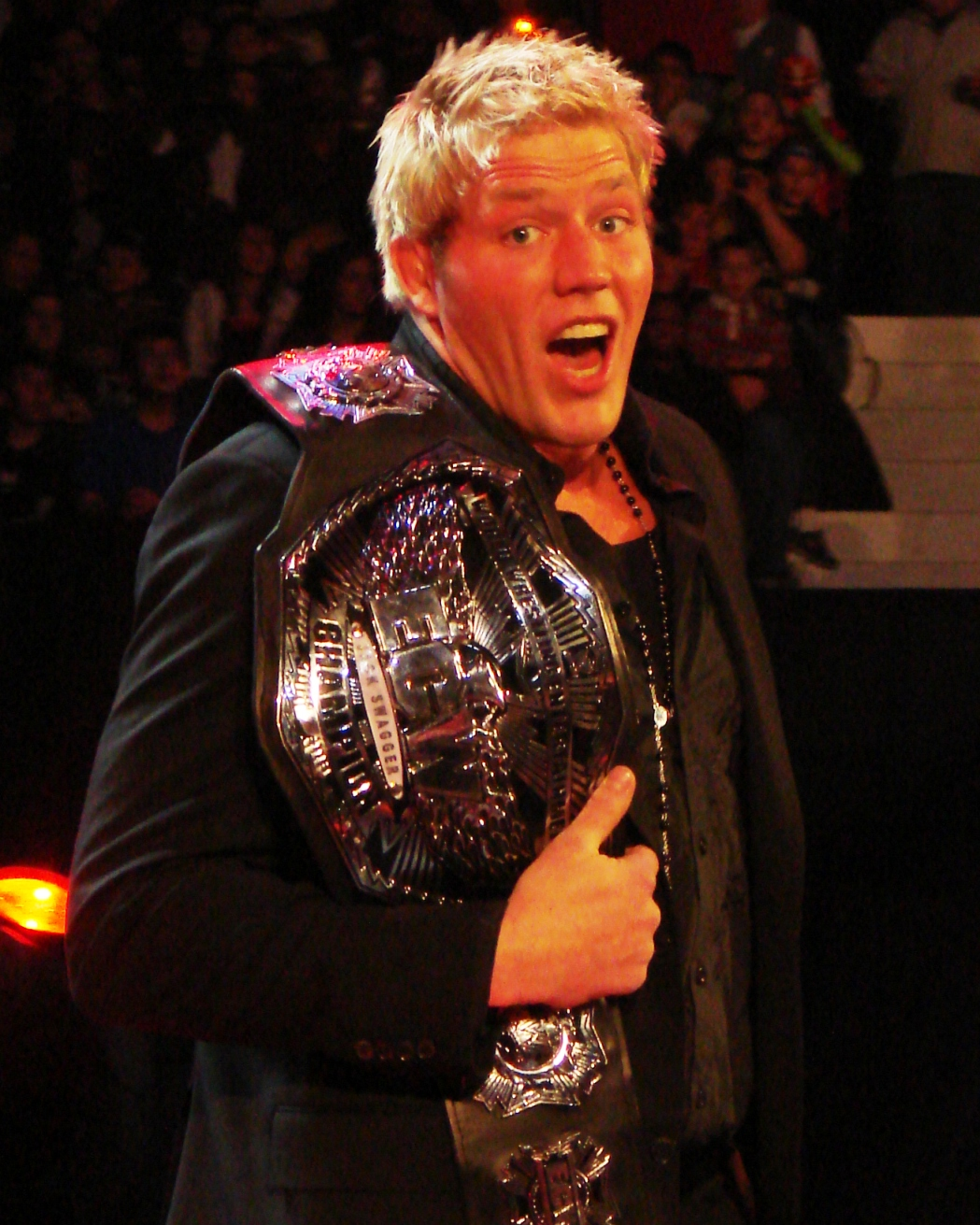
ECW王座

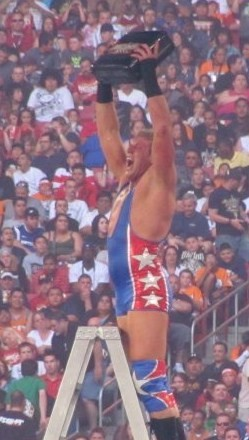
Mr.マネー・イン・ザ・バンクWrestleMania XXVI

- Mr.マネー・イン・ザ・バンク優勝 : 2010年
- WWE US王座 : 1回

FCW
- FCWフロリダヘビー級王座 : 1回
- FCW南部ヘビー級王座 : 1回

ルチャ・アンダー・グラウンド
- ルチャ・アンダー・グラウンド王座 : 1回

5SW
- 5 Star Wresting王座 : 1回

IWR
- IWRヘビー級王座

PPW
- PPWヘビー級王座

## 入場曲
- 2Z'Top
- Soaring Eagle
- Get On Your Knees (Age Against The Machine)
- Patriot
- I Got 'Em Hurt - 現在使用中

## 決め台詞
- We the people!!!（我々は真のアメリカ国民だ）